# Winewo
Winewo (bułg. Винево) – wieś w południowej Bułgarii, w obwodzie Chaskowo, w gminie Minerałni bani.